# 東城北
東城北（ひがしじょうほく）は、青森県弘前市の地名。郵便番号は036-8064。

## 地理
北から東にかけて宮園、南は小人町、西は西城北に接する。

## 歴史

### 沿革
- 1970年（昭和45年） - 向外瀬・小人町の一部から分離、東城北になる。

### 地名の由来
弘前城の北側にあたり、西城北に対する。

## 世帯数と人口
2017年（平成29年）6月1日現在の世帯数と人口は以下の通りである。
| 丁目         | 世帯数  | 人口    |
| ------------ | ------- | ------- |
| 東城北一丁目 | 198世帯 | 450人   |
| 東城北二丁目 | 189世帯 | 420人   |
| 東城北三丁目 | 151世帯 | 340人   |
| 計           | 538世帯 | 1,210人 |

## 施設

### 医療
- かせだ内科クリニック

### 福祉
- 有料老人ホーム・メゾン長寿温泉

### 商業
- ファミリーマート弘前東城北店
- 津軽長寿温泉(株)
- (有)中央貨物

### 工業
- (有)熊谷自動車工業

## 小・中学校の学区
市立小・中学校に通う場合、学区は以下の通りとなる。
| 町丁         | 番・番地 | 小学校             | 中学校             |
| ------------ | -------- | ------------------ | ------------------ |
| 東城北一丁目 | 全域     | 弘前市立時敏小学校 | 弘前市立第一中学校 |
| 東城北二丁目 | 全部     | 弘前市立時敏小学校 | 弘前市立第一中学校 |
| 東城北三丁目 | 全部     | 弘前市立時敏小学校 | 弘前市立第一中学校 |

## 交通
- 弘南バス

城北、城北三丁目（弘前駅 - 岩賀線）停留所。